# Takashi Usami
Takashi Usami (宇佐美 貴史 Usami Takashi?), född den 6 maj 1992 i Nagaokakyō, är en japansk fotbollsspelare som spelar för Gamba Osaka. Han spelar som offensiv mittfältare, släpande anfallare eller yttermittfältare.

## Klubbkarriär

### Gamba Osaka
Usami gjorde historia genom att göra sin professionella debut för Gamba Osaka vid en ålder av 17 år och 14 dagar och att göra mål i samma match och blev därmed den yngste spelaren att uppnå båda prestationerna för klubben och bröt det rekord som tidigare fastställts av Junichi Inamoto. Usami gjorde sin professionella debut och mål den 20 maj 2009 mot FC Seoul i AFC Champions League. 2010 blev han ett mer regelbundet ansikte i laget och han utsågs till J. League Rookie of the Year vid den årliga prisutdelningen den 6 december.

### Bayern München
Den 27 juni 2011 bekräftades det att Usami skulle lånas ut till Bayern München, med en möjlighet att köpa honom nästa sommar. Han kom till laget i mitten av juli. Usami sa i en presskonferens att det var en chans som inte skulle komma varje dag och att han ser fram emot denna stora utmaning. Usami gjorde sitt första mål för FC Bayern München den 26 oktober 2011 i DFB Cup mot Ingolstadt där han kom från bänken i den 73:e minuten.